# Donnie Butcher
Donnis Butcher, detto Donnie (Williamsport, 8 febbraio 1936 – Hartland, 8 ottobre 2012), è stato un cestista e allenatore di pallacanestro statunitense, professionista nella NBA.

## Carriera
Venne selezionato dai New York Knicks al settimo giro del Draft NBA 1961 (60ª scelta assoluta).